# Ricardo Guimarães
Ricardo Martins Guimarães (sinh ngày 14 tháng 11 năm 1995 ở Aveiro), thường gọi Guima, là một cầu thủ bóng đá người Bồ Đào Nha thi đấu ở vị trí tiền vệ cho Académica de Coimbra theo dạng cho mượn từ Sporting Clube de Portugal.